# Think Like a Man Too
Série
Think Like a Man
(2012)
Pour plus de détails, voir Fiche technique et Distribution.
Think Like a Man Too est un film américain réalisé par Tim Story et sorti en 2014. Il fait suite à Think Like a Man, du même réalisateur, sorti en 2012.

## Synopsis
Cedric et ses amis se rendent à Las Vegas pour le mariage de Candace et Michael Hanover. Ce week-end romantique va rapidement virer au cauchemar lorsque la bande est embarquée dans de nombreuses péripéties, qui pourraient bien menacer le mariage.

## Fiche technique
Sauf indication contraire, les informations mentionnées dans cette section peuvent être confirmées par la base de données cinématographiques IMDb,  présente dans la section « Liens externes ».
- Titre original : Think Like a Man Too
- Réalisation : Tim Story
- Scénario : Keith Merryman et David A. Newman , d'après Act Like a Lady, Think Like a Man de Steve Harvey
- Direction artistique : Charlie Campbell
- Décors : Chris Cornwell
- Costumes : Salvador Pérez Jr.
- Photographie : Christopher Duskin
- Montage : Peter S. Elliot
- Musique : Christopher Lennertz
- Production : William Packer
- Sociétés de production : Screen Gems, Silver State Production Services et Will Packer Productions
- Société(s) de distribution : Screen Gems (États-Unis), Sony Pictures Releasing Canada (Canada)
- Pays d'origine : États-Unis
- Langue originale : anglais
- Format : couleur - 2.35:1 - 35 mm numérique
- Budget : 24 millions de dollars
- Genre : comédie romantique[1]
- Durée : 106 minutes
- Dates de sortie[2] : 
  - États-Unis et Canada : 20 juin 2014

## Distribution
- Kevin Hart (VFB : Karim Barras) : Cedric
- Terrence J : Michael Hanover
- Regina Hall : Candace Hall
- Michael Ealy (VFB : Sébastien Hébrant) : Dominic
- Taraji P. Henson (VFB : Marion Nguyen The) : Lauren Harris
- Romany Malco (VFB : Philippe Allard) : Zeke
- Meagan Good (VFB : Flora Thomas) : Mya
- Jerry Ferrara (VFB : Antoni Lo Presti) : Jeremy Kern
- Gabrielle Union (VFB : Mélanie Dermont) : Kristen
- Jenifer Lewis : Loretta
- La La Anthony : Sonia
- Dennis Haysbert : oncle Eddie
- Wendi McLendon-Covey : Tish
- David Walton : Terrell
- Adam Brody : Isaac
- Jim Piddock (VFB : Robert Guilmard) : Declan, le majordome
- Wendy Williams : Gail Ward
- Kelsey Grammer (VFB : Franck Dacquin) : Lee Fox
- Cheryl Hines : Andrea
- Luenell : tante Winnie Hall
- Janina Gavankar : Vanessa
- Carl Weathers : M. Davenport
- Floyd Mayweather, Jr. : lui-même
- Coco Austin : Coco
- Drake : lui-même (non crédité)
- Corey Holcomb (VFB : Martin Spinhayer) : Marty The One Man Party

## Production

### Tournage
Le tournage a eu lieu à Las Vegas, notamment au Caesars Palace, au Paris Las Vegas et au Planet Hollywood Resort and Casino.

## Accueil

### Critique
Le film reçoit globalement des critiques négatives. Sur Rotten Tomatoes, il n'obtient que 23 % d'opinions favorables, pour 78 critiques recensées. Sur Metacritic, le film décroche une moyenne de 38/100 pour 30 critiques.

### Box-office
| Pays ou région    | Box-office   | Date d'arrêt du box-office | Nombre de semaines |
| ----------------- | ------------ | -------------------------- | ------------------ |
| États-Unis Canada | 65 182 182 $ | 14 août 2014               | 8                  |
| Mondial           | 70 181 428 $ | -                          | -                  |

## Distinctions
Source : Internet Movie Database

### Récompenses
- Razzie Awards 2015 : pire second rôle masculin pour Kelsey Grammer (également « récompensé » pour Expendables 3, Legends of Oz: Dorothy's Return et Transformers : L'Âge de l'extinction)

### Nominations
- Teen Choice Awards 2014 : meilleur film de l'été
- BET Awards 2015 : meilleur film, meilleur acteur pour Kevin Hart, meilleure actrice pour Gabrielle Union et Taraji P. Henson